# Miren-Kostanjevica
Miren-Kostanjevica (Italiaans: Merna-Castagnevizza) is een gemeente in Slovenië en ligt nabij Nova Gorica en de Italiaanse grens. De hoofdplaats van de gemeente is Miren. De gemeente heeft 7 deelraden:
1. Miren: Miren, Orehovlje en Vrtoče
2. Bilje: Bilje
3. Opatje selo: Opatje selo, Lokvica, Nova vas
4. Sela na Krasu: Sela na Krasu, Hudi log, Korita
5. Kostanjevica na Krasu: Kostanjevica na Krasu
6. Vojščica: Vojščica
7. Temnica:Temnica, Lipa in Novelo

In Miren-Kostanjevica is de bevolking voornamelijk werkzaam in de fruitteelt en wijnbouw. De gemeente telt 4741 inwoners (2002).

## Plaatsen in de gemeente
Bilje, Hudi Log, Korita na Krasu, Kostanjevica na Krasu, Lipa, Lokvica, Miren, Nova vas, Novelo, Opatje selo, Orehovlje, Segeti, Sela na Krasu, Temnica, Vojščica, Vrtoče
Ajdovščina · Bovec · Brda · Cerkno · Idrija · Kanal ob Soči · Kobarid · Miren-Kostanjevica · Nova Gorica · Renče-Vogrsko · Šempeter-Vrtojba · Tolmin · Vipava